# Ломачинская, Ангелина Васильевна
Ангели́на Васи́льевна Лома́чинская (укр. Ангеліна Василівна Ломачинська; род. 2 сентября 1996, Хмельницкая область) — украинская тяжелоатлетка, выступающая в категории до 49 кг. Призёр чемпионатов Европы 2022 и 2023 годов.
Проживает в Белой Церкви и работает спортивным инструктором в Вооруженных Силах Украины.

## Карьера
Участвовала в летней Универсиаде 2017 года в Тайбэе, где заняла 7-е место в категории до 48 килограммов с итоговым результатом 160 килограммов по сумме двух упражнений.
В 2018 году на чемпионате Европы до 23 лет, проходившем в Польше стала чемпионкой Европы в категории до 48 килограммов. Через год на аналогичном турнире в Бухаресте завоевала серебряную медаль в категории до 49 килограммов.
В апреле 2021 года на Чемпионате Европы в Москве, украинская тяжёлоатлетка в весовой категории до 49 кг, с результатом 149 килограммов стала пятой. В упражнении «рывок» с весом 67 кг впервые в карьере завоевала малую бронзовую медаль.
На чемпионате Европы 2022 года в Тиране завоевала серебряную медаль в категории до 49 килограммов. Её результат по сумме двух упражнений 167 килограммов. В упражнении «рывок» с весом 80 кг впервые в карьере завоевала малую золотую медаль, в другом упражнении «толчок» стала третьей.
В Ереване, на чемпионате Европы 2023 года в категории до 49 кг завоевала бронзовую медаль с результатом 176 кг по сумме двух упражнений. В упражнении рывок также ей досталась малая бронзовая медаль (81 кг).